# Societat Econòmica d'Amics del País
Una Societat Econòmica d'Amics del País és un club d'estudi i debat sobre la situació del país i les possibilitats de fomentar-ne el desenvolupament econòmic a partir de les idees de la Il·lustració. En van aparèixer moltes a Espanya, incloses les colònies americanes, a partir de la segona meitat del segle xviii. També n'hi ha algunes, de creació anterior, a Irlanda i a Suïssa.

## Origen
Sorgides en els cercles culturals com organismes no estatals, inicialment tenien com a finalitat promoure el desenvolupament d'Espanya, estudiant la situació econòmica de cada una de les províncies (tot i que, en alguns casos, eren d'àmbit local o comarcal) i buscant solucions als problemes detectats. S'encarregaven d'impulsar l'agricultura, el comerç i la indústria, i de traduir i publicar les obres estrangeres que recolzaven les idees de la fisiocràcia i el liberalisme. Comptaven amb llicència reial per constituir-se i reunir-se, i en la seva fundació hi van intervenir els sectors més dinàmics de la societat: importants figures de la noblesa i nombrosos càrrecs públics, de l'Església, del món dels negocis i també artesans.

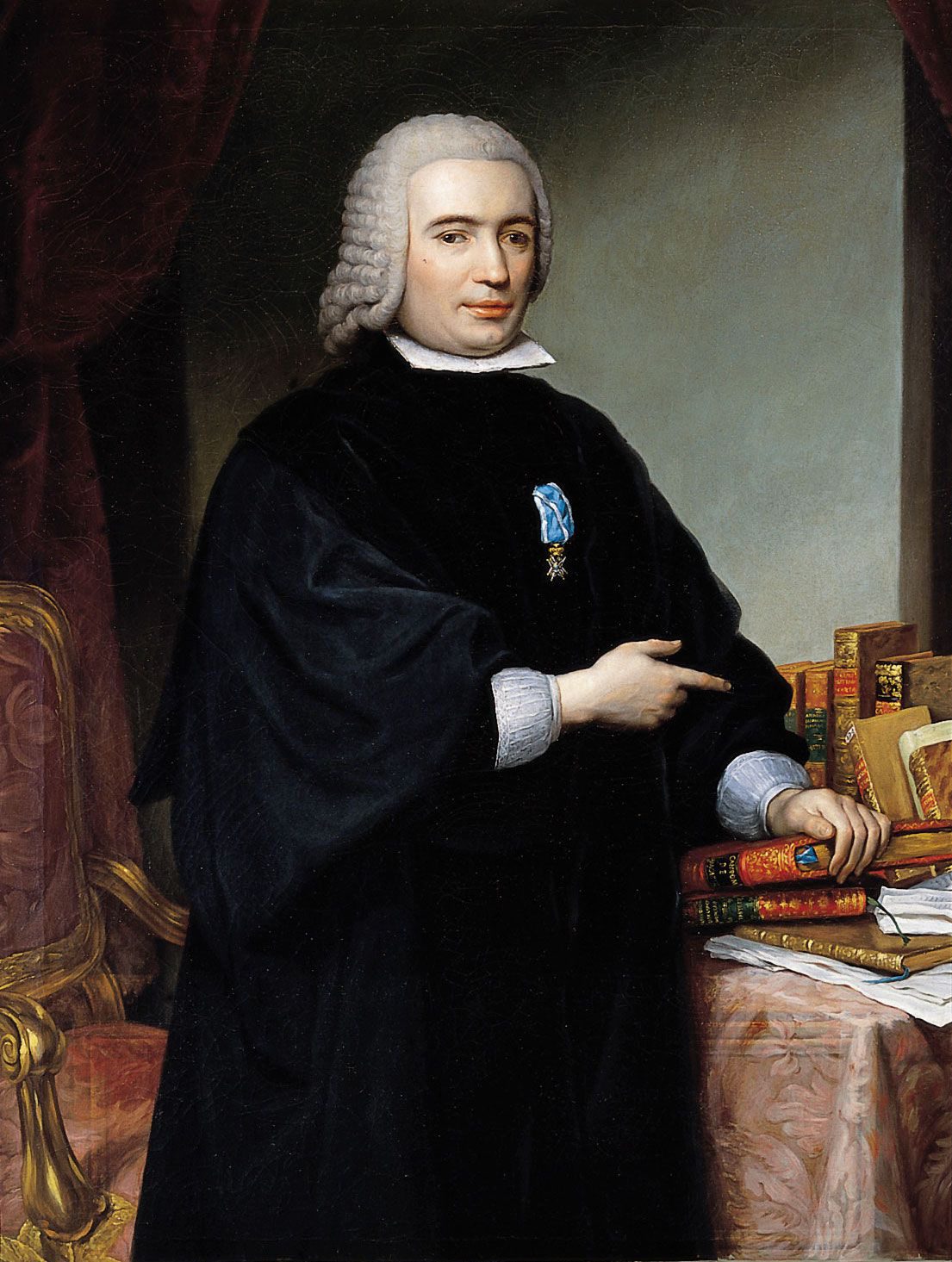
Pedro Rodríguez de Campomanes pintat per Francisco Bayeu (1777).

La primera a constituir-se fou la Sociedad Bascongada, fundada pel comte de Peñaflorida el 1765; deu anys després es constitueix, a iniciativa de Pedro Rodríguez de Campomanes i sota el patrocini del rei Carles III d'Espanya, la Sociedad Matritense, a Madrid. A començaments del segle següent ja s'havien constituït 63 societats en les principals ciutats del país.
Campomanes i altres persones van percebre que a Espanya li costava desenvolupar el seu potencial econòmic. Lamentaven la falta d'indústria i la baixa productivitat. Els pensadors liberals i els anomenats afrancesats (administradors i pensadors influïts per l'adveniment dels Borbons) pretenien difondre els avenços i el pensament de la Il·lustració.
De la mateixa manera, se'n van formar altres d'igual tipus en països d'Amèrica Llatina, com Xile, Nova Granada (Colòmbia), Guatemala, Cuba, Puerto Rico, Equador, Mèxic, Perú, Panamà i Veneçuela. En aquests països, la missió de fomentar la indústria xocava amb els dictàmens del mercantilisme, que primava la indústria de la metròpoli, de manera que les colònies havien de comprar els productes que venien d'Espanya. A més, en la cultura més conservadora de l'Amèrica espanyola, la missió de propagar la Il·lustració va trobar un camí més difícil, i també la censura oficial.
Tanmateix, alguns dels seus membres es van atrevir a portar diversos llibres prohibits des d'Europa, i fins i tot d'Espanya mateix, on per exemple l'Encyclopédie de Diderot es podia comprar. Aquests llibres es compartien entre els seus membres. És cert que algunes de les situades a Amèrica mai no van ser més que el projecte d'un aristòcrata entusiasta, o una imitació d'una novetat metropolitana. Amb tot, diverses d'elles van destacar en les seves activitats, publicant assaigs sobre nous desenvolupaments al món agropecuari, i advocant pel lliure comerç (quan els comerciants espanyols conservaven el seu monopoli). La d'Antigua Guatemala fou clausurada diverses vegades per ordre de l'Intendent, per activitats suposadament polítiques. La de l'Havana ha subsistit fins al dia d'avui. De manera que es pot veure el treball d'aquestes com un antecedent important del projecte d'emancipació que neix després del captiveri del rei el 1810.
A Espanya i al Nou Món, van ser el bressol de noves formes de sociabilitat on els seus membres es reunien en públic per debatre els temes del dia. En aquestes reunions hi participaven persones de diferents classes socials. Solien organitzar-se formalment, conservant registres de les activitats de cada reunió, elegint càrrecs (president, secretari, etc.) per a les funcions oficials de l'entitat.
La primera de Catalunya va ser la Societat Econòmica d'Amics del País de Tàrrega.

## Diverses societats econòmiques
- Economic Society of Friends, fundada el 1762 a Dublín
- Wirtschaftliche Gesellschaft von Freunden, fundada el 1762 a Berna
- Real Sociedad Bascongada de Amigos del País, fundada el 1765 a Azkoitia (Guipúscoa)[9]
- Real Sociedad Tudelana de los Deseosos del Bien Público, fundada el 1773 a Tudela (Navarra)[10]
- Sociedad Económica Sevillana de Amigos del País, fundada el 1775
- Real Sociedad Económica Matritense de Amigos del País, fundada el 1775 per Carles III d'Espanya[11]
- Sociedad Económica de Amigos del País de Granada, va sol·licitar la seva creació el 1775
- Real Sociedad Económica de Amigos del País de Vera (Andalusia), fundada el 1775
- Real Sociedad Económica Aragonesa de Amigos del País, fundada el 1776 a Saragossa
- Real Sociedad Económica de Amigos del País de Las Palmas de Gran Canaria, fundada el 1776[12]
- Reial Societat Econòmica d'Amics del País de València, fundada el 1776[13]
- Societat Econòmica d'Amics del País de Tàrrega, fundada el 1777
- Real Sociedad Económica de Amigos del País de Tenerife, fundada a La Laguna (Tenerife) el 1777[14]
- Societat Econòmica Mallorquina d'Amics del País, fundada el 1778
- Societat Econòmica d'Amics del País de Puigcerdà, fundada el 1778
- Real Sociedad Económica de Amigos del País de la província de Segòvia, fundada el 1780[15]
- Real Sociedad Económica de Amigos del País de Sanlúcar de Barrameda, fundada el 1781[16]
- Real Sociedad Económica de Amigos del País de Manila (Filipines), fundada el 1781
- Sociedad Económica de Amigos del País de la Ciudad de Jaca y sus Montañas, fundada l'octubre del 1783, separant-se de l'Aragonesa[17]
- Sociedad Económica de Amigos del País de Valladolid, fundada el 1783
- Sociedad Económica de Cosecheros del País de La Rioja, fundada el 1783
- Real Sociedad Patriótica de la muy Ilustre Villa de Puerto Real, fundada el 1783[16]
- Sociedad Económica de Amigos del País de Santa Cruz de Mompox, fundada el 1784
- Real Sociedad Caritativo Económica de la villa de Alaejos, fundada el 1785
- Real Sociedad Económica de la Ciudad de Medina-Sidonia, fundada el 1786[16]
- Real Sociedad Patriótica de la muy Noble y muy Leal Ciudad de Jerez de la Frontera, fundada el 1786[16]
- Real Sociedad Económica de Amigos del País de Jaén, fundada el 1786[18]
- Sociedad Económica de Amigos del País de Santiago de Cuba, fundada el 1787
- Real Sociedad Patriótica de la muy Noble y muy Leal Ciudad y Gran Puerto de Santa María, fundada el 1788[16]
- Real Sociedad Patriótica de la muy Ilustre Villa de Alcalá de los Gazules, fundada el 1788[16]
- Sociedad Académica de Amantes del País de Lima (Perú), fundada el 1790
- Real Sociedad Económica de Amigos del País de Vejer de la Frontera, fundada el 1791[16]
- Sociedad Económica Amigos del País de La Habana, fundada el 1792
- Sociedad Económica de Amigos del País de Quito (Equador), fundada el 1792
- Real Sociedad Económica de Amantes de la Patria de Guatemala, fundada el 1795 i refundada el 1966
- Sociedad Económica de Amigos del País de México, fundada el 1799
- Sociedad Patriótica de Amigos del País de Santa Fé de Bogotá (Colòmbia), fundada el 1801
- Sociedad Económica de Amigos del País de Cartagena de Indias (Colòmbia), fundada el 1812
- Real Sociedad Económica de Amigos del País de Puerto Rico, fundada el 1813
- Sociedad Económica de Amigos del País de Santiago de Chile, fundada el 1813
- Sociedad Económica de Amigos del País de Cádiz, fundada el 1814[16]
- Real Sociedad Económica Extremeña de Amigos del País de Badajoz, fundada el 1816[19]
- Sociedad Económica de Amigos del País de Chiapas, fundada el 1819
- Sociedad Económica de Amigos del País de Lima, fundada el 1822
- Societat Econòmica Barcelonesa d'Amics del País, fundada el 1822[20]
- Sociedad Económica de Amigos del País de Guayaquil, fundada el 1825
- Real Sociedad Económica de Amigos del País de Cartagena, fundada el 1833[21]
- Sociedad Económica de Amigos del País de Terol, va sol·licitar la seva creació el 1803, però per falta de membres no va poder formar-se fins al 1834
- Sociedad Económica de Amigos del País de Caracas (Veneçuela), fundada el 1829
- Sociedad Económica de Amigos del País de Matanzas (Cuba), fundada el 1830
- Sociedad Económica de Amigos del País de Panamá, fundada el 1834
- Sociedad Económica de Amigos del País de Liébana, fundada el 1839
- Sociedad Económica de Amigos del País de Valencia (Veneçuela), fundada el 1841
- Sociedad de Amigos del País de Los Angeles (Estats Units), fundada i dissolta el 1844[22]
- Sociedad Económica de Amigos del País de Málaga
- Sociedad Económica de Amigos del País de Oviedo
- Sociedad Económica de Amigos del País de Santiago
- Sociedad Económica de Amigos del País de Sigüenza

I encara la Sociedad Económica de Amigos del País de Colòmbia, fundada el 19 d'octubre del 1956 a Bogotà, compta amb diversos capítols en altres ciutats colombianes.